# Eunidia rougemonti
Eunidia rougemonti är en skalbaggsart som beskrevs av Stefan von Breuning 1977. Eunidia rougemonti ingår i släktet Eunidia och familjen långhorningar. Inga underarter finns listade i Catalogue of Life.